# Instituto de Investigaciones Feministas
El Instituto de Investigaciones Feministas se creó en el curso 1988-1989 en la Universidad Complutense de Madrid. El Instituto está dedicado a la investigación y la docencia en temas de género, estudios de mujeres y feminismo. La filósofa y teórica feminista Celia Amorós fue su primera presidenta en 1990 tras el periodo fundacional asumido por la historiadora María del Carmen García-Nieto.
El instituto tiene como objetivo la generación y difusión del pensamiento feminista y los estudios de género a través de la creación y mantenimiento de equipos científicos interdisciplinares de investigación.
El Consejo del Instituto cuenta con sesenta y tres miembros, pertenecientes a distintas disciplinas académicas en las áreas de las Humanidades y de las Ciencias Sociales que imparten docencia e investigan en el ámbito de los estudios feministas.

## Antecedentes
Los orígenes del Instituto se remontan al año 1983 cuando un grupo de profesoras y alumnas de Tercer Ciclo en Humanidades y Ciencias Sociales, empiezan a reunirse con el objetivo de sumar los esfuerzos individuales en el ámbito de los estudios feministas en torno a María del Carmen García-Nieto, profesora titular del Departamento de Historia Contemporánea. Los primeros encuentros se celebraron en su despacho de la Facultad de Geografía e Historia. 
En otoño de 1985 celebraron un encuentro internacional con el nombre de Mujeres: Ciencia y Práctica Política en el que participaron académicas en estudios feministas de España y del ámbito internacional. En el comité organizador estaban Pilar Domínguez Prats, Concha Fagoaga, Gloria Nielfa, Carmen Sarasúa y Mª Dolores Vigil, bajo la coordinación de María del Carmen García-Nieto. Entre las invitadas: Christine Delphy, del CNRS de París; Hillary Rose de la Universidad de Bradford en el Reino Unido; Lourdes Benería, de la Universidad Rutgers de Estados Unidos; Celia Amorós, entonces profesora de la UNED y Verena Stolke de la Universidad de Barcelona. Los textos de las ponentes y los debates quedaron recogidos en un libro con el mismo nombre del encuentro. En el encuentro se inscribieron más de un centenar de personas y algunas de las invitadas quedaron ligadas a al Instituto que se creó al año siguiente y cuya primera directora fue Celia Amorós.
Con Gustavo Villapalos como rector de la Universidad Complutense y el apoyo de más de una docena de Departamentos de diversas Facultades y de la Junta de Facultad de Geografía e Historia, se elevó a la Junta de Gobierno de la Universidad la petición. Finalmente la Junta de Gobierno y el Consejo Social aprobaron en el curso 1988-89 el Instituto de Investigaciones Feministas como un centro propio de la Universidad, dedicado a la investigación y docencia, interdisciplinar e interfacultativo.

## Historia
El 14 de noviembre de 1990 se celebró el primer Consejo para elegir a la nueva directora del Instituto: Celia Amorós, catedrática de filosofía de la Universidad Complutense de Madrid, tras una primera etapa fundacional coordinada por María Carmen García Nieto. La primera Comisión Ejecutiva quedó integrada por: Pilar Domínguez Prats, Concha Fagoaga, Guadalupe Gómez-Ferrer, M.ª Jesús Miranda, Gloria Nielfa, Carmen Sarasúa y Mª Dolores Vigil.
En junio de 1993 Celia Amorós dejó la dirección a causa de una estancia en la Universidad de Harvard. La relevó Concha Fagoaga, Profesora titular de Universidad, adscrita al departamento de Periodismo I. A partir de esa fecha se inicia un desarrollo estatutario, se modifica la Comisión Ejecutiva y pasan a ocupar puestos de responsabilidad en los órganos del Instituto Gloria Nielfa, como Secretaria Académica, Carmela Sanz Rueda en el área de Finanzas, Guadalupe Gómez-Ferrer, en el área de Estudios, Ana Sabaté en el área de Programas de Investigación y Cristina Segura Graíño, en el área de publicaciones del Instituto. 
En junio de 1995 fue elegida en la dirección Cristina Segura Graíño, profesora titular de Universidad, adscrita al departamento de Historia Medieval en la facultad de Geografía e Historia, quien ejercería su cargo hasta junio de 1997. La relevó Ana Sabaté, profesora titular del Departamento de Geografía Humana hasta junio de 1999.
En junio de 1999 la elección recae en Rosa García Rayego, profesora titular del Departamento de Filología Inglesa.
En octubre de 2007 Marián López Fernández Cao, profesora titular de Didáctica de la Expresión Plástica asume el cargo.
En diciembre de 2011 asumió la dirección Asunción Bernández Rodal, Profesora titular Departamento de Periodismo III.

## Directoras
- 1988 - 1990 María del Carmen García-Nieto (periodo fundacional)
- 1990 - 1993 Celia Amorós
- 1993 - 1995 Concha Fagoaga
- 1995 - 1997 Cristina Segura Graíño
- 1997 - 1999 Ana Sabaté
- 1999 - 2007 Rosa García Rayego
- 2007 - 2011 Marían López Fernández Cao
- 2011 -          Asunción Bernárdez Rodal